# AbiWord
AbiWord – wolnodostępny procesor tekstu
rozpowszechnianych na warunkach licencji GPL, który pracuje w systemach GNU/Linux ze środowiskiem GNOME, macOS, Microsoft Windows i innych. Początkowo był to produkt firmy SourceGear Corporation, ale ostatecznie firma zdecydowała, że program ten będzie rozwijany jako całkowicie wolny projekt.
Program ten posiada wiele filtrów dla formatów takich jak RTF, HTML, LaTeX i Microsoft Word. Macierzysty format pliku AbiWorda oparty jest na XML. Trwają prace nad przyjęciem uniwersalnego formatu wymiany danych OpenDocument, obecnie jest on obsługiwany przez filtr.
Wersja 0.1.0, pierwsze wydanie publiczne, tylko kod źródłowy – 21 kwietnia 1998, demonstracja na Open Source Developer Day.
Wersja 0.7.0, pierwsze wydanie binarne – 19 maja 1999.
Wersja 1.0 została wydana 19 kwietnia 2002 r., wersja 2.0 – 15 sierpnia 2003 r. Aktualna wersja stabilna nosi numer 3.0.0 i posiada obsługę formatu OpenDocument. Wersja 1.0 nie obsługiwała tabel, robi to dopiero wersja 2.0.x.
AbiWord zawiera także wtyczkę do Wikipedii, pozwalającą na wyszukanie zaznaczonego słowa w encyklopedii.